# Brenda Bell

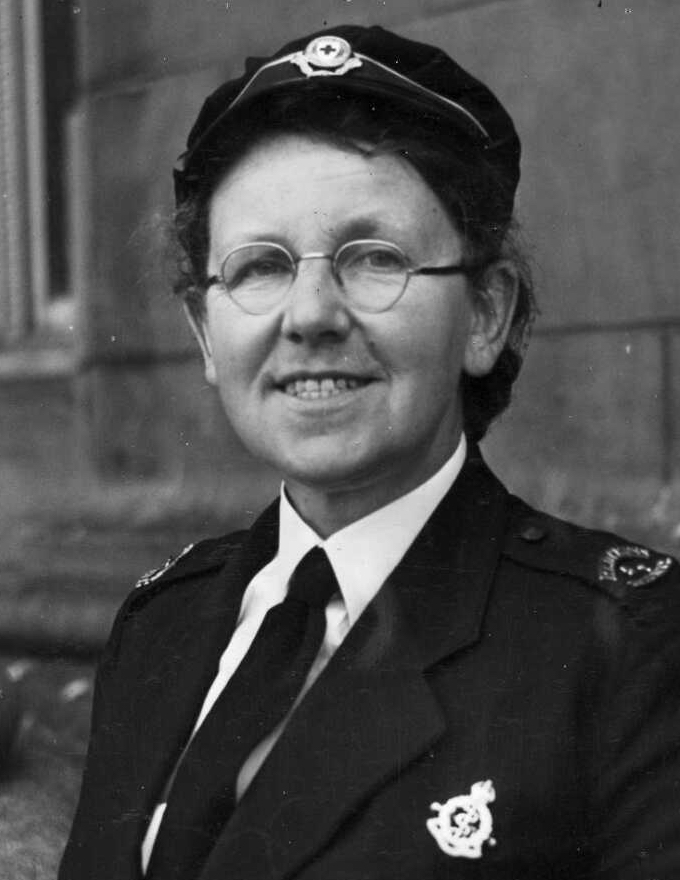
Brenda Bell
(Oktober 1945)

Margaret Brenda Bell, QSM (* 18. Oktober 1891 in Shag Valley Station, Region Otago, Neuseeland; † 10. August 1979 in Dunedin, Neuseeland) war eine neuseeländische Pionierin im Bereich des Kurzwellen- und Radiofunks.

## Frühes Leben
Margaret Brenda Bell wurde am 18. Oktober 1891 als einzige Tochter der Eheleute Gertrude Eliza Robinson und Alfred Dillon Bell in der Shag Valley Station, rund 11 km ostnordöstlich von der Macraes Gold Mine entfernt, geboren. Sie hatte noch einen knapp fünf Jahre jüngeren Bruder, Francis Wirgman Dillon Bell, der am 12. Juni 1896 in Dunedin geboren wurde. Bells Vater interessierte sich neben der Schafzucht vor allem auch für die technischen Dinge. Er richtete wahrscheinlich die erste Telefonverbindung Neuseelands zwischen zwei Bauernhäusern ein. Auch experimentierte er mit der Möglichkeit drahtlos kommunizieren zu können. Bell und ihr Bruder griffen das Thema auf und beschäftigten sich mit der Technik.

## Erster Weltkrieg
Während des Ersten Weltkriegs gingen Bell und ihr Bruder nach England. Während sie als Lazarettköchin und als Hostess bei der neuseeländischen Hochkommission in London arbeitete, ging ihr Bruder als Kanonier nach Frankreich und Belgien. Verletzt und als Invalide wurde ihr Bruder 1917 zurück nach Neuseeland geschickt. Wann genau Bell ihm in ihre Heimat folgte ist nicht bekannt.

## Neuseeland
Bells Bruder entdeckte bald sein Interesse für die Radiotechnik wieder. Zusammen mit einigen neuseeländischen Funkamateuren feierten sie Erfolge in der Morsetelegrafie und im April 1923 stellte er den ersten Zwei-Wege-Funkkontakt nach Australien her. Im September 1924 konnte er erstmals mit jemanden aus Nordamerika sprechen und am 18. Oktober mit einem Studenten in London. Doch Bells Bruder verlor das Interesse an der Funktechnik, als er die Schafstation der Familie übernahm.

## Übernahme der Funktechnik
Daraufhin übernahm Bell die Funktechnik und wurde die erste weibliche Funkamateurin Neuseelands und eine der ersten Funkamateurinnen in der Welt. 1927 war sie auch die erste Neuseeländerin, die einen Kontakt nach Südafrika aufnahm. Bell engagierte sich in Folge in zahlreichen Vereinen und Verbänden, wurde 1931 Mitglied in dem Country Women's Institute (CWI) und später Mitglied im Vorstand. 1939 führte sie eine 70-köpfige Delegation des Instituts nach London an, um an der World Conference of Country Women's Organisations teilzunehmen.

## Zweiter Weltkrieg
Während des Zweiten Weltkriegs ließ sie alle ihre Aktivitäten in Sachen Funktechnik ruhen und diente über die Zeit in einem englischen Militärkrankenhaus als Köchin und Krankenschwester.

## Neuseeland
In ihrer Heimat zurück wurde Bell dieses Mal für den Sender 4YA in Dunedin aktiv. Sie glänzte dort als Autorin und Moderatorin von populären Gesprächen im Radio. In den 1950er Jahren nahm sie an zwei weiteren World Conference of Country Women's Organisations in Toronto und Edinburgh teil, hielt Vorträge und sendete mit ihrem Funk von Neuseeland aus Beiträge nach Australien und Europa.
Bell wurde auch politisch aktive und widmete sich mit ihrem Themen der traditionellen Familienpolitik zu, in der ihr Großvater, Francis Dillon Bell, und ihr Onkel, Francis Henry Dillon Bell, schon eine wichtige Rolle gespielt hatten. Als Mitglied der New Zealand National Party kandidierte sie im Jahr 1960 erfolglos gegen die Abgeordnete von der New Zealand Labour Party, Ethel McMillan. Später scheiterte sie ein weiteres Mal, und zwar dieses Mal bereits zur Nominierung als Kandidatin für den Wahlkreis Waitaki. Danach wurde es ruhig um sie.
Margaret Brenda Bell verstarb gut ein halbes Jahr, nachdem ihr die Queen's Service Medal (QSM) verliehen worden war, im Alter von 87 Jahren am 10. August 1979 im Privatkrankenhaus The Chalet in Dunedin.

## Ehrungen
- 1978 – Queen’s Service Medal (QSM)[2]